# (3230) Vampilov
(3230) Vampilov (1972 LE) ist ein ungefähr 23 Kilometer großer Asteroid des äußeren Hauptgürtels, der am 8. Juni 1972 vom russischen (damals sowjetischen) Astronomen Nikolai Stepanowitsch Tschernych am Krim-Observatorium (Zweigstelle Nautschnyj) auf der Halbinsel Krim (IAU-Code 095) entdeckt wurde.

## Benennung
(3230) Vampilov wurde nach dem sowjetischen Dramatiker und Schriftsteller Alexander Walentinowitsch Wampilow (1937–1972) benannt.